# Drimiopsis reilleyana
Drimiopsis reilleyana är en sparrisväxtart som beskrevs av U.Müll.-doblies och D.Müll.-doblies. Drimiopsis reilleyana ingår i släktet Drimiopsis och familjen sparrisväxter.
Artens utbredningsområde är Swaziland. Inga underarter finns listade i Catalogue of Life.